# Molinos (Argentina)

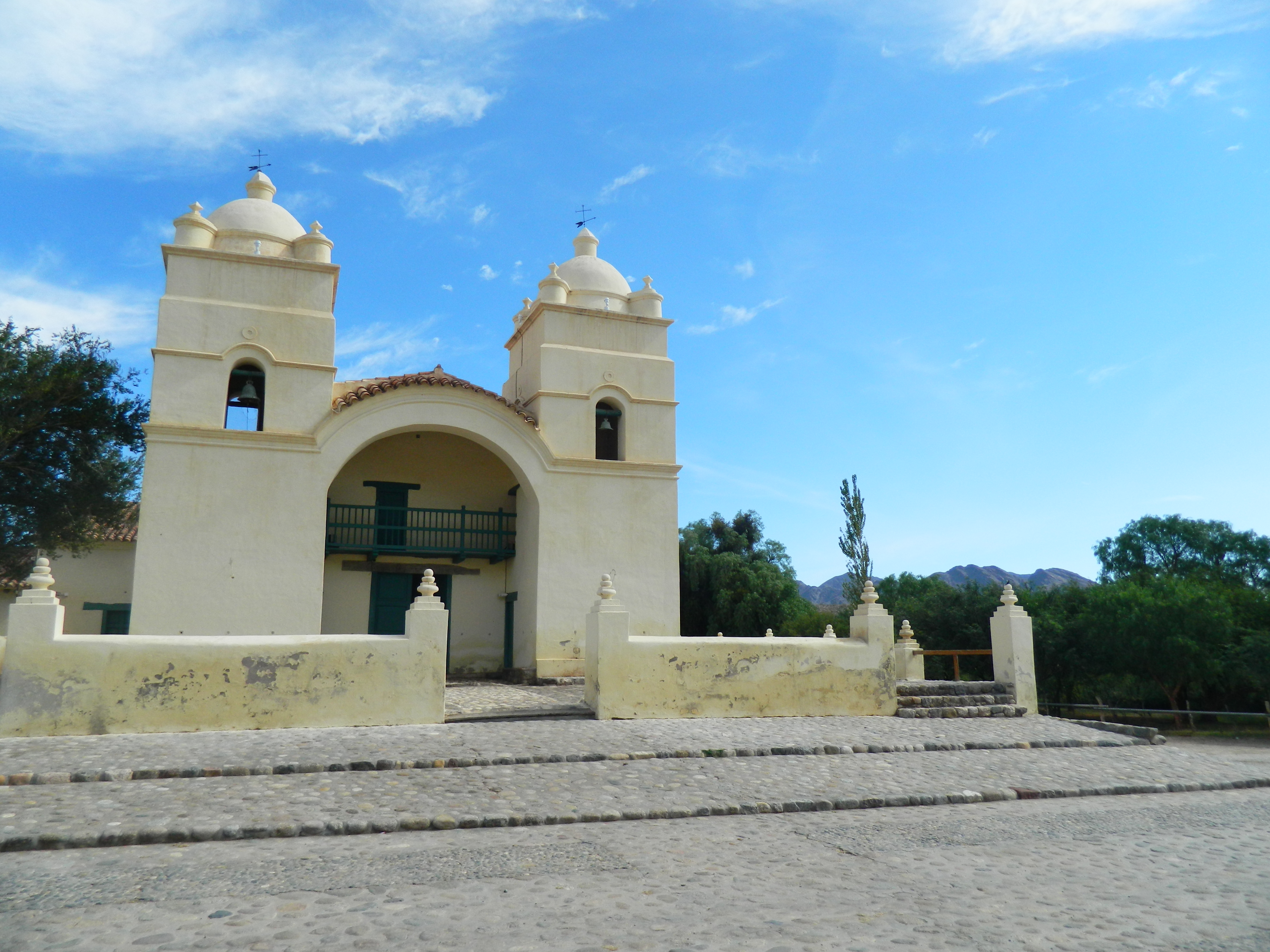
Fachada Iglesia San Pedro de Nolasco

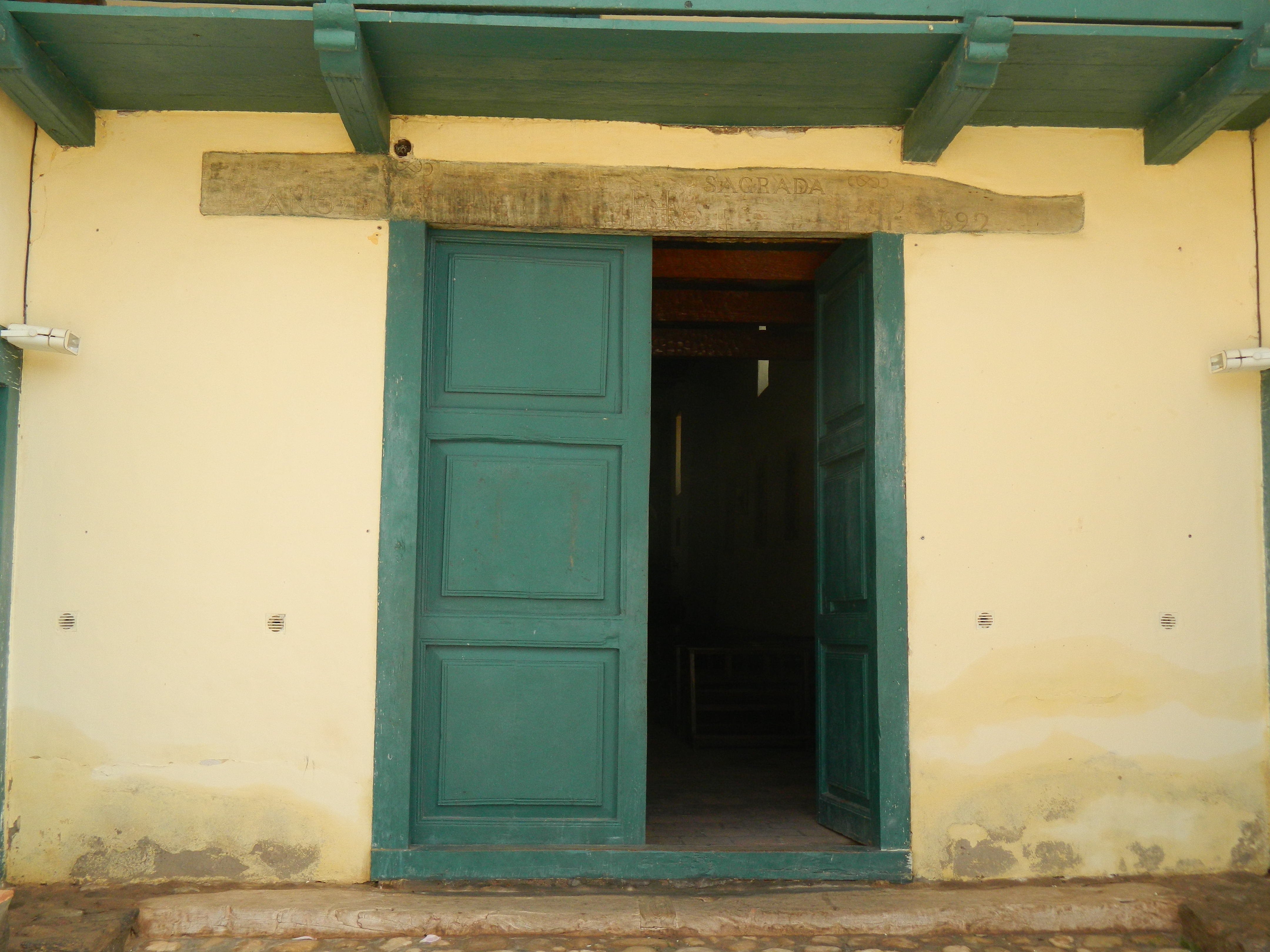
Portón de ingreso a San Pedro de Nolasco

Molinos es una pequeña localidad que se encuentra ubicada en el extremo sudoeste de la provincia de Salta y al noroeste de la Argentina. Es la cabecera del departamento homónimo. 
El 18 de febrero de 1975 áreas del Pueblo de Molinos, entre ellas la Iglesia Parroquial,  fueron declaradas como Lugar Histórico Nacional por Decreto 370 del Poder Ejecutivo de la Nación.

## Población
Contaba con 927 habitantes (Indec, 2001), lo que representa un incremento del 82,8% frente a los 507 habitantes (Indec, 1991) del censo anterior.

## Ubicación

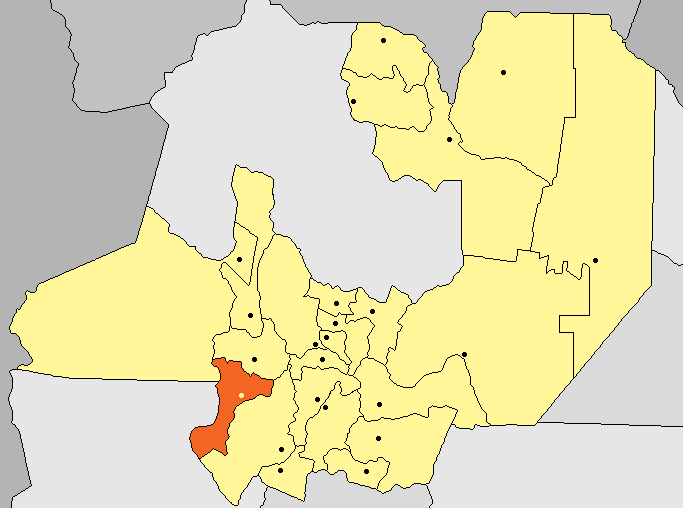
Departamento Molinos

Está ubicada a 210km de la Ciudad de Salta y a 45 km de la localidad de Cachi.
A 116 km de Cafayate y 92 km de San Carlos (Salta), es una población serrana de los Valles Calchaquíes, fundada a mediados del siglo XVII, en la confluencia de los ríos Amaicha y Luracatao, que forman el río Molinos, afluente a su vez del río Calchaqui.
Desde la Ciudad de Salta, deberá tomarse la Ruta Nacional 68 hasta la localidad de el carril (37 km), luego por la ruta 33 hasta la localidad de Cachi (110 km), y finalmente realizar 50 km por la Ruta Nacional 40.
El clima es seco, con gran amplitud térmica. Máxima diurna, 18º. Mínima de noche, -2º.
Molinos tiene una amplia variedad de alojamientos: casas de familia, cámpines y un hostal con piscina y restaurante. El pueblo está rodeado de cerros de colores y lo atraviesa el río Molinos, un excelente balneario natural en verano.

## Turismo

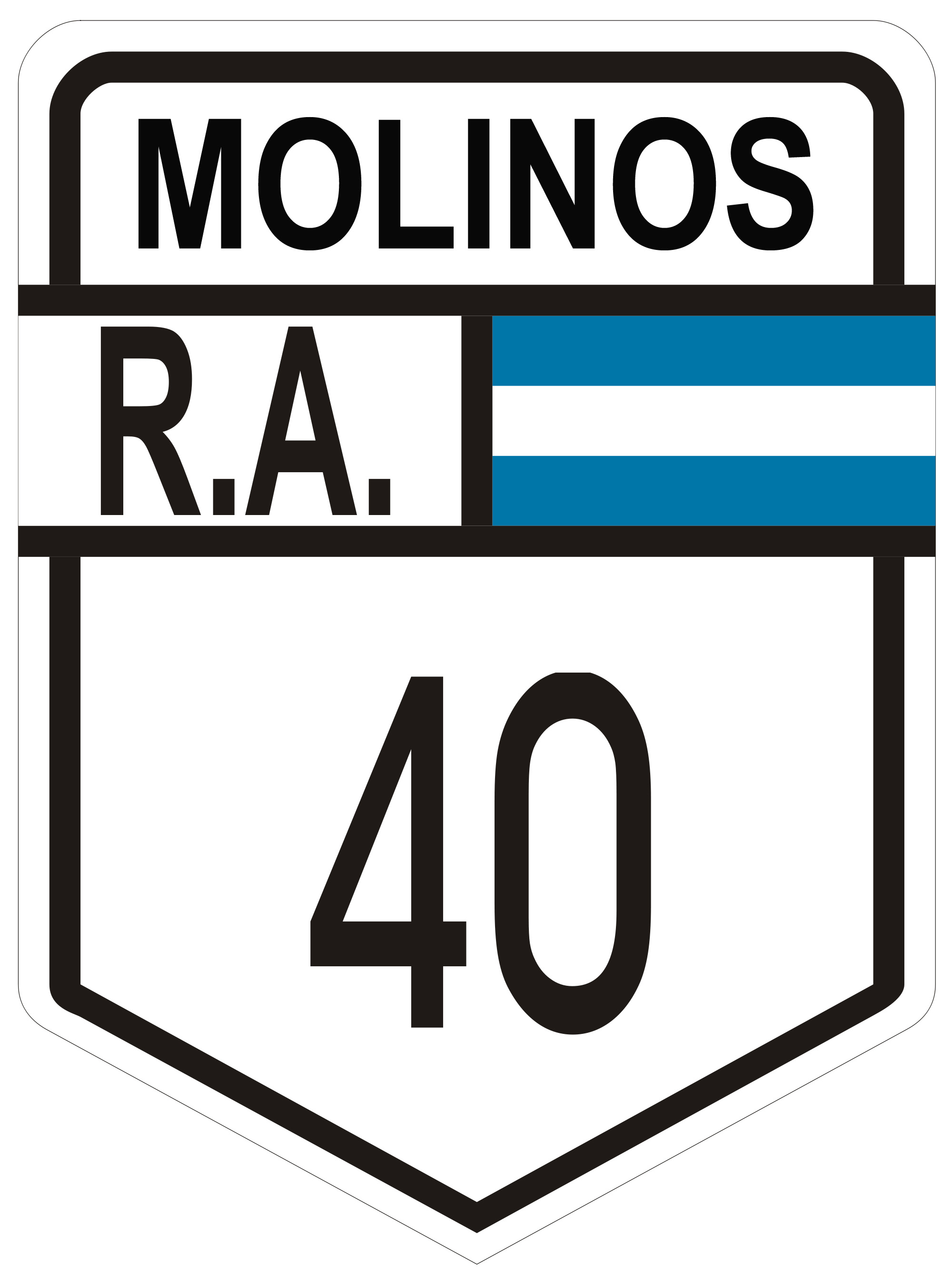
Molinos forma parte del circuito turístico de la Ruta nacional 40.

### Visitas
Tiene una antigua iglesia, y una casa del siglo XIX transformada en una elegante hostería.
La iglesia de Molinos, consagrada a San Pedro de Nolasco, guarda los restos momificados del último gobernador realista de Salta, Nicolás Severo de Isasmendi, quien la mandara construir a fines del siglo XVIII. La iglesia perteneció a la encomienda antes de que en 1760 pasara a la curia eclesiástica. En 1826 se nombra parroquia a Molinos. Cuenta con una única nave con dos capillas laterales a modo de crucero y coro. Posee rica y antigua imaginería. En 1942 se la declara Monumento Histórico Nacional. Se conserva restaurada, aunque corre peligro de desaparición dada su proximidad al río y la gran cantidad de salitre que presentan sus paredes.

### Otros sitios
- Reserva de vicuñas y Asociación de Artesanos San Pedro Nolasco de los Molinos.[2]
- Centro de Interpretación Indalecio Gómez.[3]
- Cabalgatas y senderismo por los alrededores del apacible pueblo.
- Fincas de Colomé y Amaicha, conocidas por sus famosos vinos tintos, altísimos parrales en el mundo.
- Museo de la luz (Colomé)
- Acceso a la Laguna de Brealitos para caminar por sus alrededores o pescar pejerreyes, por Seclantás, a 40 km
- Ruinas de Churcal, a 20 min, y a los restos del Fuerte de Tacuil, formidable defensa de los nativos contra los conquistadores
- Museo Casa de Indalecio Gómez (1850-1920), jurista promotor de la Ley Sáenz Peña.

## Sismicidad
La sismicidad del área de Salta es frecuente y de intensidad baja, y un silencio sísmico de terremotos medios a graves cada 40 años

Área de Media Sismicidad con 6,1 Richter, hace 15 años, otro cimbronazo hace 76 años con 7,0 Richter

## Parroquias de la Iglesia católica en Molinos
| Prelatura territorial | Cafayate          |
| --------------------- | ----------------- |
| Parroquia             | San Pedro Nolasco |